# 패트릭 토머스
패트릭 토머스(Patrick Thomas, 1961년 2월 21일 ~ )는 미국의 배우, 텔레비전 배우, 성우이다.
샌프란시스코에서 태어났다.

## 영화
- 빌리브 (2000년)
- 왓 케이티 디드 (1999년)
- 피쉬 아웃 오브 워터 (1999년)